# Walter Cecchinel
Pas d'image ? Cliquez ici
Walter Cecchinel, né le 27 mai 1946, est un alpiniste français et instructeur à l'ENSA, d'origine italienne.

## Biographie
Walter Cecchinel, né en 1946 à Cison di Valmarino en Italie, arrive en France en 1949 et vit essentiellement en Haute-Savoie. Après avoir fait des études techniques de mécanique, il découvre la montagne à vingt ans. Il obtient le diplôme d'aspirant-guide en 1968 avant d'obtenir celui de guide de haute montagne en 1971. L'année suivante, il devient le plus jeune professeur à l'École nationale de ski et d'alpinisme à Chamonix et enseigne une nouvelle technique qu'il a mise au point, le piolet-traction. Cette technique révolutionne en quelques années la manière d'appréhender l'escalade sur glace en France. Les Écossais l'employaient déjà sans la faire connaître depuis quelques mois.
Il élabore cette nouvelle façon de grimper au cours de l'ascension de la première directe de la face nord du Grand Pilier d'Angle au dans le massif du Mont-Blanc les 16 et 17 septembre 1971, en compagnie de Georges Nominé. La première véritable application du piolet-traction dans les Alpes a lieu lors du premier parcours hivernal du couloir Lagarde Ségogne à l'Aiguille du Plan les 28, 29 et 30 décembre 1971, avec son ami Claude Jager.
Le couronnement de sa carrière dans les Alpes est la réalisation de la première ascension du couloir nord est des Drus à Chamonix du 28 au 31 décembre 1973, accompagné par Claude Jager,. Il participe ensuite à l'expédition de l'ENSA à la Nanda Devi (Himalaya du Garwall en Inde) où il atteint le sommet est à 7 432 m en compagnie d'Yves Pollet-Villard et de Dorgee Lathoo.
Sa carrière est brusquement interrompue par un grave accident de montagne le 17 août 1977, à la suite duquel il subit de nombreuses opérations entraînant une hospitalisation pendant presque un an. Malgré les séquelles de son accident, il part à l'Everest (8 849 m) par le versant du Népal avec la première expédition française menée par Pierre Mazeaud qui atteint le sommet le 15 octobre 1978, puis participe à l'expédition française au Nanga Parbat (8 126 m) au Pakistan. La fin de sa carrière dans l'Himalaya est marquée par sa participation à l'expédition française à l'Hidden Peak (8 068 m) au Pakistan.
Dessinateur et concepteur technique, il devient ensuite conseiller auprès de nombreuses marques de matériel de montagne françaises et étrangères. Il conçoit notamment pour Simond le premier piolet industriel obtenu par découpage et pliage, dessine le premier crampon moderne à pointes alignées en 1971, le premier gant en polyamide et cuir pour Racer en 1973, le premier sac à dos à dos ventilé pour Millet en 1974 et la première chaussure à doublure Gore-Tex en Europe pour Trappeur en 1974.
Il travaille également pour Cébé, Duret, Topiol, Cimalp, Moncler, Bachelier Protectant, Haase, Reusch, Ferrino et Grivel. Il est considéré comme un des spécialistes du sac à dos de montagne, qu'il a su faire évoluer par de nombreux systèmes innovants.

## Ascensions importantes

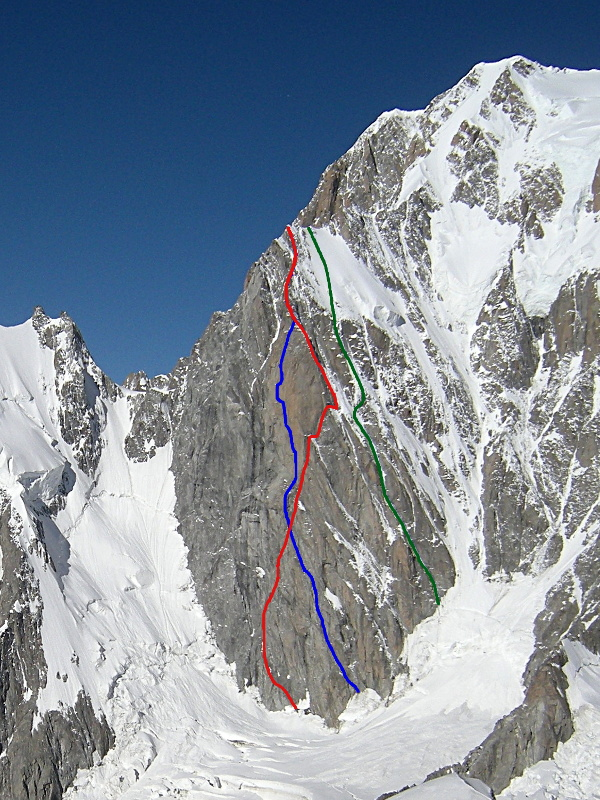
Le Grand Pilier d'Angle avec, en vert, la voie Cecchinel-Nominé ouverte sur sa face nord les 16 et 17 septembre 1971

- 1968 - Première du dièdre de Gauche à la pointe Lachenal avec Claude Jager
- 1969 - Première hivernale éperon Tournier en face nord de l'aiguille du Midi avec Claude Jager
- 1971 - Première solitaire hivernale de la face nord de l'aiguille du Midi
- 1971 - Première solitaire hivernale de la face nord du col du Plan
- 1971 - Première directe de la face sud du Pouce aux aiguilles Rouges avec Georges Nominé
- 1971 - Première du dièdre de Gauche en face sud de l'aiguille du Midi avec Georges Nominé
- 1971 - Première directe de la face nord du Grand Pilier d'Angle avec Georges Nominé
- 1971 - Première hivernale de la face nord-est de l'aiguille du Chardonnet avec Claude Jager et Guy Gremion
- 1972 - Première hivernale du couloir Lagarde-Ségogne en face nord de l'aiguille du Plan avec Claude Jager
- 1973 - Première hivernale du couloir Lagarde en face nord des Droites avec Michel Marchal, Guy Gremion et Michel Flouret
- 1973 - Première de l'éperon central de la face nord-est de l'aiguille du Tacul avec Charles Daubas
- 1973 - Première de la voie de l'ENSA du Tizouyag Sud dans le massif du Hoggar avec Charles Daubas
- 1973 - Première ascension et première hivernale du couloir nord-est des Drus avec Claude Jager, du 28 décembre au 31 décembre
- 1975 - Première hivernale de la face nord de la dent du Requin avec Claude Jager
- 1976 - Première ascension hivernale de la face nord du col des Drus avec D. Stolzenberg
- 1977 - Première du couloir Dérobé en face nord-est de l'aiguille du Tacul

## Expéditions
- 1973 - Hoggar ENSA 73
- 1975 - Nanda Devi ENSA 75
- 1978 - Everest 78 Pierre Mazeaud
- 1979 - Tentative Nanga Parbat Frésafond
- 1982 - Nanga Parbat Pierre Mazeaud
- 1984 - Hidden Peak Pierre Mazeaud

## Distinctions
- 1975 - Jeunesse et Sport, médaille d'or
- 1979 - Ordre national du Mérite, chevalier
- 2004 - Ordre national de la Légion d'honneur, chevalier

Il a reçu le Cristal 2004 de la Fédération française de la montagne et de l'escalade pour sa contribution à l'alpinisme de haut niveau. Il est également le parrain de la promotion de guides de l'ENSA de 2004.